# Чухово (Брестская область)
Чу́хово (бел. Чухава) — деревня в Пинском районе Брестской области Республики Беларусь. Входит в состав Новодворского сельсовета.
Расположена в 13 км от автомагистрали Гомель — Кобрин (М-10) и в 28 км от города Пинск, неподалёку от берега водохранилища Погост. По переписи населения 2019 года в деревне насчитывалось 743 человека.

## История
- XVII век — является собственностью Стеткевичей, позже — вотчиной Нелюбовичей, владельцев соседнего имения Плянта-Мурованая.
- Конец XIX века — в деревне проживало 245 крестьян, существовали народное училище (учитель К. Маковский), кладбищенская церковь.

На кладбище в период советско-польской войны 1919—1920 годов были основаны захоронения.

## Культура
- Музейная краеведческая комната

## Достопримечательности
- Православная каплица
- Памятник землякам, погибшим в годы Великой Отечественной войны